# Эльбёф, Эммануэль Морис Лотарингский
Эммануэль Морис Лотарингский (фр. Emmanuel Maurice de Guise-Lorraine; 30 декабря 1677— 17 июля 1763) — французский аристократ, пятый герцог д’Эльбёф (1748—1763) и пэр Франции.

## Биография
Представитель рода Гизов, младшей линии Лотарингского дома. Младший сын Шарля Лотарингского (1620—1692), третьего герцога (1657—1692), от второго брака с Елизаветой де ла Тур д’Овернь (1635—1680), дочерью Фредерика-Мориса де ла Тур д’Овернь, герцога Бульонского. Она была племянницей виконта де Тюренна.
Основателем рода Гизов был Клод Лотарингский, первый герцог де Гиз, младший сын Рене II (1451—1508), герцога Лотарингии (1473—1508), и Филиппы д’Эгмонт (ок. 1465 — 1547).
Его свояченицей была Шарлотта де Рошешуар-Мортемар (1660—1729), дочь Луи Виктора де Рошешуара-Мортемара и племянница мадам де Монтеспан. Его сводная сестра Сюзанна Генриетта Лотарингская стала герцогиней Мантуи.
С 1706 года он служил императору Священной Римской империи Иосифу I в Неаполе в чине генерал-лейтенанта кавалерии, командуя австрийским полком. Из-за этого король Франции Людовик XIV отвернулся от него.
Проживая в Неаполе, он поручил неаполитанскому архитектору Фердинандо Санфеличе построить ему особняк на окраине города Портичи в 1711 году. Его имение стало называться «villa d’Elbeuf». С 1711 по 1716 год он проживал на этой вилле. Эту виллу в 1738 году посетили король Неаполитанский Карл III и его жена Мария Амалия Саксонская. Они были настолько впечатлены виллой, что приказали построить в Портичи дворец Reggia di Portici.
В 1719 году Эммануэль Морис Лотарингский обнаружил руины древнеримского города Геркуланума. В том же году он вернулся во Францию, чтобы вернуть своё имущество.
Принц не должен был стать герцогом д’Эльбёф, так как был младшим из пяти сыновей Шарля Лотарингского, рожденных от двух браков. Его старшие братья Шарль, Генрих Фредерик и Луи скончались раньше своего отца.
В 1692 году после смерти Шарля Лотарингского титул герцога д’Эльбёф унаследовал Генрих Лотарингский (1661—1748), старший брат Эммануэля Мориса. У Генриха было два сына, которые скончались в 1705 году во время войны за испанское наследство.
В мае 1748 года после смерти своего старшего брата Генриха Эммануэль Морис Лотарингский унаследовал титул герцога д’Эльбёфа.
В июле 1763 года 85-летний Эммануэль Морис Лотарингский скончался, не оставив после себя детей. Его титул унаследовал двоюродный брат Шарль Эжен Лотарингский, принц де Ламбеск и граф де Брионн.

## Семья
Был дважды женат. 25 октября 1713 года в Неаполе женился на Марии Терезе де Страмбони (ум. 1745), от брака с которой детей не имел.
6 июня 1747 года вторично женился на Инносенте Екатерине де Руже де Плесси де Белльер (1707—1794). Второй брак также был бездетным.